# Run BTS
 (décembre 2023).
La mise en forme du texte ne suit pas les recommandations de Wikipédia : il faut le « wikifier ».
Les points d'amélioration suivants sont les cas les plus fréquents. Le détail des points à revoir est peut-être précisé sur la page de discussion.
- Les titres sont pré-formatés par le logiciel. Ils ne sont ni en capitales, ni en gras.
- Le texte ne doit pas être écrit en capitales (les noms de famille non plus), ni en gras, ni en italique, ni en « petit »…
- Le gras n'est utilisé que pour surligner le titre de l'article dans l'introduction, une seule fois.
- L'italique est rarement utilisé : mots en langue étrangère, titres d'œuvres, noms de bateaux, etc.
- Les citations ne sont pas en italique mais en corps de texte normal. Elles sont entourées par des guillemets français : « et ».
- Les listes à puces sont à éviter, des paragraphes rédigés étant largement préférés. Les tableaux sont à réserver à la présentation de données structurées (résultats, etc.).
- Les appels de note de bas de page (petits chiffres en exposant, introduits par l'outil «  Source ») sont à placer entre la fin de phrase et le point final[comme ça].
- Les liens internes (vers d'autres articles de Wikipédia) sont à choisir avec parcimonie. Créez des liens vers des articles approfondissant le sujet. Les termes génériques sans rapport avec le sujet sont à éviter, ainsi que les répétitions de liens vers un même terme.
- Les liens externes sont à placer uniquement dans une section « Liens externes », à la fin de l'article. Ces liens sont à choisir avec parcimonie suivant les règles définies. Si un lien sert de source à l'article, son insertion dans le texte est à faire par les notes de bas de page.
- La présentation des références doit suivre les conventions bibliographiques. Il est recommandé d'utiliser les modèles {{Ouvrage}}, {{Chapitre}}, {{Article}}, {{Lien web}} et/ou {{Bibliographie}}. Le mode d'édition visuel peut mettre en forme automatiquement les références.
- Insérer une infobox (cadre d'informations à droite) n'est pas obligatoire pour parachever la mise en page.

Pour une aide détaillée, merci de consulter Aide:Wikification.
Si vous pensez que ces points ont été résolus, vous pouvez retirer ce bandeau et améliorer la mise en forme d'un autre article.
Run BTS (coréen : 달려라 방탄), également stylisé Run BTS! est une web-série sud-coréenne mettant en vedette le boys band BTS. La série est diffusée chaque semaine sur les services de streaming V Live (depuis 2015) et Weverse (depuis 2020). Dans chaque épisode, les membres du groupe jouent à des jeux ou participent à diverses activités qui leur demandent de relever des défis, et parfois d'effectuer des missions dites « secrètes », afin de gagner des prix ou de recevoir des punitions.
Trois saisons de la série, qui totalisent 156 épisodes, ont été diffusées depuis sa première le 1er août 2015. Le 16 août 2022, un épisode spécial, sorti 10 mois après la fin de la troisième saison en octobre 2021 a été publié, puis mis en ligne sur la chaîne YouTube officielle de BTS. Depuis, l'intégralité de la série a été mise en ligne sur la plateforme.

## Diffusion
La première saison de Run BTS a été mise en ligne sur V Live, un service de streaming vidéo en direct sud-coréen, le 1er août 2015. Les épisodes étaient généralement diffusés tous les mardis, sauf lorsqu'un épisode de BTS Gayo, une autre web-série, était diffusé à la place. La série a connu une interruption d'un an après l'épisode du 5 janvier 2016. La deuxième saison a été créée le 31 janvier 2017. La série voit régulièrement arriver de nouveaux épisodes chaque semaine à partir du 23 mai 2017. La troisième saison a été créée le 1er janvier 2019. En 2020, la diffusion de la saison a été interrompue à deux reprises : d'abord pour la diffusion de la série documentaire du groupe Break The Silence en mai, puis pour  l'émission de télévérité BTS In the Soop, qui s'est déroulée de la deuxième semaine d'août à la troisième semaine d'octobre. En 2021, la série a connu une brève interruption de début mai à mi-juin pour tenir compte des promotions pour la sortie de la prochaine chanson du groupe à ce moment-là, suivi d'une deuxième interruption temporaire en octobre, après la finale de la troisième saison, le 12 octobre, pour la diffusion de la deuxième saison de BTS In the Soop qui a été diffusé pour la première fois le 15 octobre.

## Principe
Chaque épisode de Run BTS présente les membres de BTS réalisant des activités en rapport avec le thème de l'épisode, généralement sous la forme de jeux, de missions ou de défis, avec la promesse d'un ou plusieurs prix s'ils réussissent, ou de punitions s'ils échouent. Les membres abordent chaque tâche en groupe, en équipes individuelles ou seuls si nécessaire. Des épisodes spéciaux présentent parfois des activités non compétitives, comme un défilé de mode, des sketches ou la réalisation de drames. La plupart des épisodes sont dirigés par un MC, l'un des membres remplissant le rôle d'animateur de la journée, et l'équipe de production qui facilite les missions. Jin et Suga servent le plus souvent de MC, J-Hope, RM et V ont également occasionnellement assumé les fonctions de MC. Pour les épisodes dont les missions nécessitent la participation de l'ensemble du groupe, tous les membres agissent en tant que présentateurs.
La durée des épisodes durait initialement de 8 à 15 minutes. À partir de la deuxième saison, les épisodes ont plutôt duré de 20 à 40 minutes. En 2020, ils ont encore été étendus à une durée de 30 à 40 minutes. De courts extraits de séquences exclusives des coulisses sont téléchargés après la diffusion de chaque épisode. Initialement publiés la chaîne V Live BTS+ à partir de 2017, Big Hit Entertainment a déplacé ces derniers vers Weverse à partir du 16 janvier 2020, en tant que contenu payant exclusif par abonnement.

## Promotion
BTS a mis en ligne deux vidéos annonçant l'arrivée de l'émission sur la chaîne V Live le 28 février 2015. La première vidéo a reçu 242 000 vues et 2,24 millions de likes, et la seconde 100 000 vues et 87 000 likes dans les trois jours suivant sa publication.

## Répartition des épisodes
| Saison | Nombre d'épisodes | Nombre d'épisodes | Diffusions initiales | Diffusions initiales |
| Saison | Nombre d'épisodes | Nombre d'épisodes | Première diffusion   | Dernière diffusion   |
| ------ | ----------------- | ----------------- | -------------------- | -------------------- |
| 1      | 11                | 11                | 1er août 2015        | 5 janvier 2016       |
| 2      | 46                | 11                | 31 janvier 2017      | 30 mai 2017          |
| 2      | 46                | 35                | 3 octobre 2017       | 24 juillet 2018      |
| 3      | 99                | 99                | 1er janvier 2019     | 12 octobre 2021      |